# HD假钞
HD假钞和HD90假钞，是2009年年初在中国大陆发现分别以HD和HD90为编号开头的高仿真人民币假钞，许多省市均有发现的报导。该类假钞由于水印像比较清晰，颜色纹理精细，最初出现时有人反映单凭触觉和肉眼难以识别，某些验钞机也无法检验出来。事件发生后，在中国人民银行的指令下升级了一些验钞机。